# Александровские торговые ряды
Александровские торговые ряды в Таганроге — памятник архитектуры XIX века. Их строительство велось в 1840-х годах, автором проекта был итальянский архитектор М. А. Кампиньони.
Изначально этот архитектурный ансамбль состоял из двух одинаковых одноэтажных зданий, наполовину окружавших (Александровскую), ныне — Красную площадь. Архитектурный ансамбль торговых рядов делит напополам улица Чехова.
Вогнутые фасады представляют собой сплошные высокие галерейные аркады со строгими дорическими колоннами. Глубоко в проёмах между колоннами раньше располагались магазины, у каждого из которых была дверь и два окна. Задняя дверь вела в просторный двор. В высоком цоколе находились входы в глубокие подвалы. Непрерывная линия ступеней галереи, а также массивный антаблемент венчали сооружение, подчёркивая целостность всего ансамбля. Александровские ряды более напоминали античный храм, чем торговое сооружение. Крайне правое торговое место возле (Соборного), ныне — Красного переулка в 1874—1876 годах арендовал Павел Егорович Чехов, отец А. П. Чехова. Дядя великого писателя, Иван Лобода, также имел там свой магазин. Поскольку некоторые из рядов были пусты, торговая деятельность была сосредоточена в правой части рядов, остальные помещения сдавались под жильё (левая сторона улицы Чехова, № 107—119).
В 1911 году целостность правой галереи была нарушена при строительстве двухэтажного здания магазина кожаных изделий (ул. Чехова, 98). В 1921 году над бывшим магазином П. Е. Чехова была установлена скульптурная композиция «Союз рабочих и крестьян» скульптора Яна Наврата. В 1966 году, в ходе ремонтных работ, она была убрана из здания.
В 1935 году, к 75-летию со дня рождения А. П. Чехова территория рядов была преобразована в общественную площадь. Во время Великой Отечественной войны здание было повреждено бомбой; многие проёмы были заложены кирпичом. Неповреждённые помещения всё ещё находятся в использовании.
В 1960 году, к 100-летнему юбилею А. П. Чехова, в Таганроге, на Красной площади, напротив Александровских рядов, был установлен памятник писателю.
Работы по реставрации Александровских рядов были завершены в 2007 году.

## Старый и современный вид

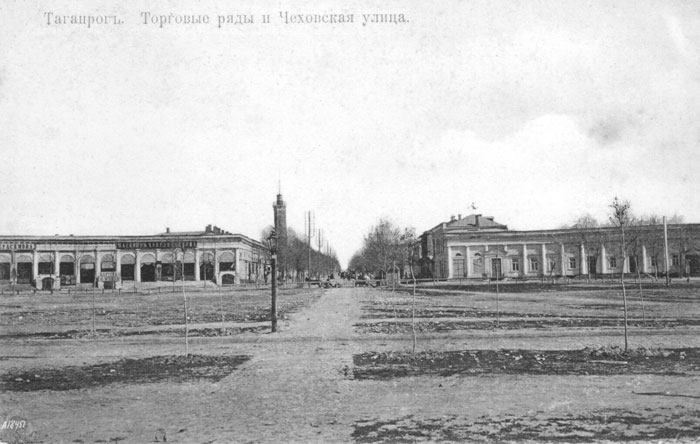
Александровские Торговые ряды на открытке конца XIX века.
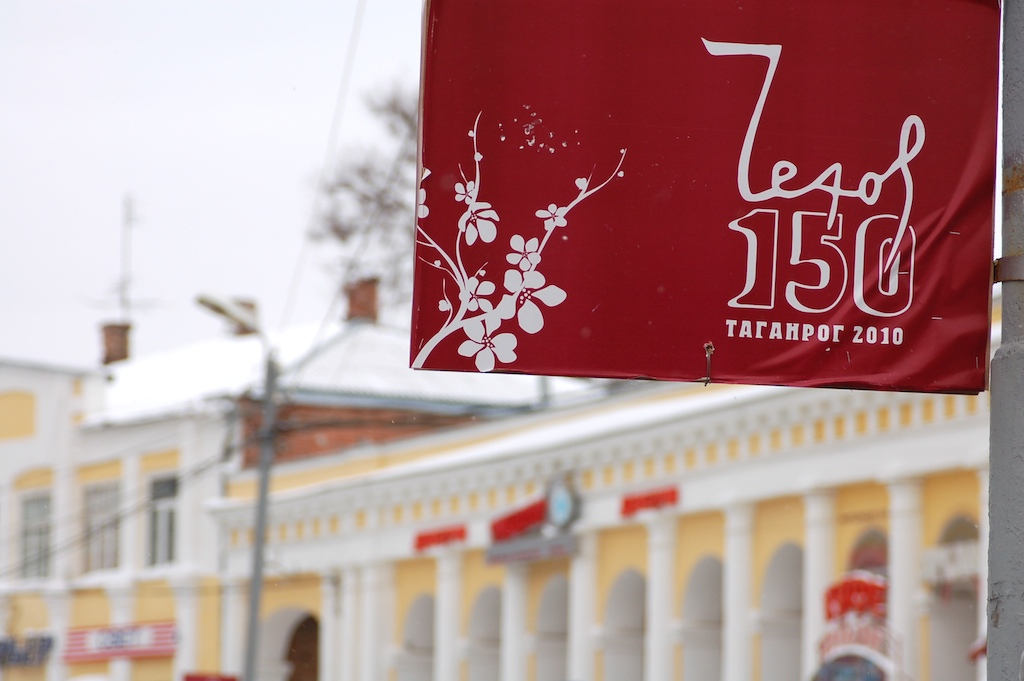
В 2010 году.